# Sisto di Reims

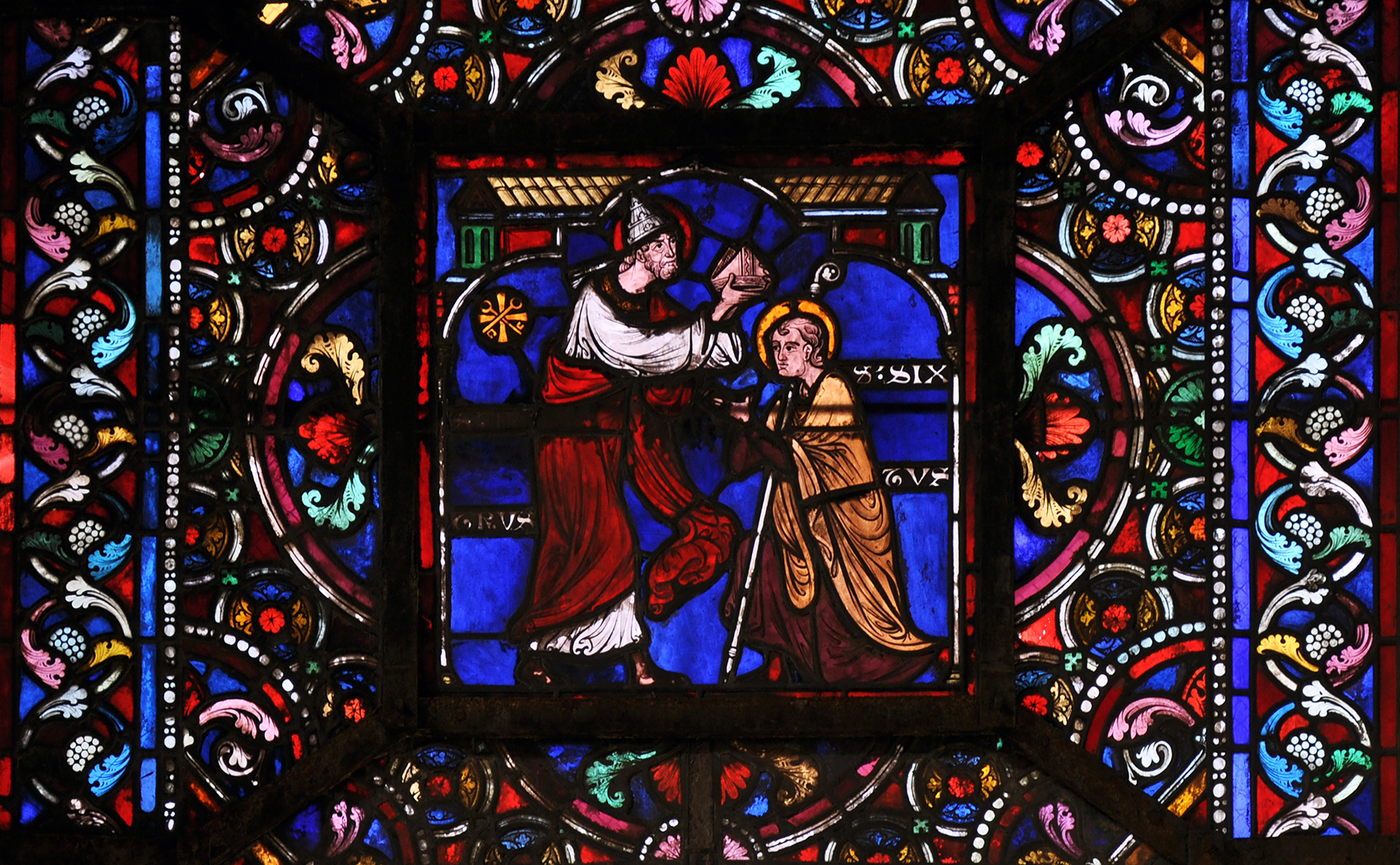
Vetrata della cattedrale di Soissons, che raffigura san Pietro mentre consacra vescovo san Sisto.

Sisto (... – Reims, III secolo) è stato un vescovo romano considerato il protovescovo di Reims nel III secolo, venerato come santo dalla Chiesa cattolica.

## Agiografia
In tutti gli antichi cataloghi episcopali dell'arcidiocesi di Reims, che non sono anteriori all'XI secolo, ma che erano già conosciuti nel IX secolo, san Sisto è indicato come il protovescovo e fondatore della Chiesa di Reims, assieme a san Sinicio, suo discepolo e successore sulla cattedra episcopale remense. Il primo vescovo storicamente documentato di Reims è Imbetausio, il 4º dei cataloghi episcopali; che prese parte al concilio di Arles nel 314; se ne deduce che i santi Sisto e Sinicio potrebbero aver fondato la Chiesa di Reims attorno alla metà del III secolo.
La più antica menzione liturgica di san Sisto è il martirologio di Usuardo (IX secolo), dove il santo ricorre al 1º settembre con queste parole: Remis, depositio sancti Sixti episcopi primi civitatis ipsius - A Reims, deposizione di san Sisto, primo vescovo di quella città. Successivi testi liturgici menzionano alla stessa data anche i santi Sinicio, successore di Sisto, e Nivardo, vescovo di Reims del VII secolo.
Queste scarne notizie sul santo sono state successivamente integrate con notizie che tuttavia sollevano dubbi sulla loro storicità.
- Secondo Incmaro di Reims († 882), Sisto fu inviato ad evangelizzare Reims da papa Sisto II, che pontificò tra il 257 e il 258.[4]
- Flodoardo (894-966) utilizzò il catalogo dei vescovi di Reims per scrivere la sua Historia Remensis ecclesiae.[5] Secondo questo autore, Sisto e Sinicio furono inviati ad evangelizzare il popolo celtico dei Remi da san Pietro nel I secolo. Mentre Sisto si occupò di Reims, Sinicio divenne suo coadiutore nella vicina Soissons e poi gli succedette sulla cattedra remense. Sisto subì il martirio all'epoca dell'imperatore Nerone († 68).[6]
- Una Vita dei santi Sisto e Sinicio, pubblicata negli Acta Sanctorum, fa morire i due santi dopo che a Roma erano stati martirizzati i santi Crispino e Crispiniano, durante la persecuzione di Diocleziano, ossia agli inizi del IV secolo.[7]

Sembra che Sisto sia stato sepolto in una chiesa, a lui dedicata, che si trovava fuori le mura della città di Reims; questa chiesa esisteva ancora agli inizi del Settecento, ma in seguito venne demolita perché pericolante. Tuttavia, già nel 920, all'epoca dell'arcivescovo Erveo, i suoi resti erano stati trasferiti nella basilica abbaziale di Saint-Remi, e, successivamente, spartiti tra la cattedrale e la basilica di San Nicasio.
Nel nuovo Martirologio Romano, riformato a norma dei decreti del Concilio Vaticano II, san Sisto è commemorato il 1º settembre con queste parole: